# Gossypium
Gossypium L., 1753 è un genere di  piante arbustive appartenente alla famiglia delle Malvacee.
Il genere comprende diverse specie coltivate per la produzione della fibra di cotone, fibra tessile utilizzata per la produzione di tessuti.

## Tassonomia
Il genere comprende le seguenti specie:
- Gossypium anapoides J.M.Stewart, Craven, Brubaker & Wendel
- Gossypium anomalum Wawra & Peyr.
- Gossypium arboreum L.
- Gossypium areysianum Deflers
- Gossypium aridum (Rose & Standl.) Skovst.
- Gossypium australe F.Muell.
- Gossypium barbadense L.
- Gossypium bickii (F.M.Bailey) Prokh.
- Gossypium bricchettii (Ulbr.) Vollesen
- Gossypium californicum Mauer
- Gossypium contextum O.F.Cook & J.W.Hubb.
- Gossypium costulatum Tod.
- Gossypium cunninghamii Tod.
- Gossypium darwinii G.Watt
- Gossypium dicladum O.F.Cook & J.W.Hubb.
- Gossypium ekmanianum Wittm.
- Gossypium enthyle Fryxell, Craven & J.M.Stewart
- Gossypium exiguum Fryxell, Craven & J.M.Stewart
- Gossypium gossypioides (Ulbr.) Standl.
- Gossypium harknessii Brandegee
- Gossypium herbaceum L.
- Gossypium hirsutum L.
- Gossypium hypadenum O.F.Cook & J.W.Hubb.
- Gossypium incanum (O.Schwartz) Hillc.
- Gossypium irenaeum Lewton
- Gossypium klotzschianum Andersson
- Gossypium laxum L.Ll.Phillips
- Gossypium lobatum Gentry
- Gossypium londonderriense Fryxell, Craven & J.M.Stewart
- Gossypium longicalyx J.B.Hutch. & B.J.S.Lee
- Gossypium marchantii Fryxell, Craven & J.M.Stewart
- Gossypium morrilli O.F.Cook & J.W.Hubb.
- Gossypium mustelinum Miers ex G.Watt
- Gossypium nelsonii Fryxell
- Gossypium nobile Fryxell, Craven & J.M.Stewart
- Gossypium patens O.F.Cook & J.W.Hubb.
- Gossypium pilosum Fryxell
- Gossypium populifolium (Benth.) F.Muell. ex Tod.
- Gossypium pulchellum (C.A.Gardner) Fryxell
- Gossypium raimondii Ulbr.
- Gossypium robinsonii F.Muell.
- Gossypium rotundifolium Fryxell, Craven & J.M.Stewart
- Gossypium schwendimanii Fryxell & S.D.Koch
- Gossypium somalense (Gürke) J.B.Hutch., Silow & S.G.Stephens
- Gossypium stephensii J.P.Gallagher, C.E.Grover & Wendel
- Gossypium stocksii Mast.
- Gossypium sturtianum (R.Br.) J.H.Willis
- Gossypium thurberi Tod.
- Gossypium timorense Prokh.
- Gossypium tomentosum Nutt. ex Seem.
- Gossypium trifurcatum Vollesen
- Gossypium trilobum (DC.) Skovst.
- Gossypium triphyllum (Haw.) Hochr.
- Gossypium turneri Fryxell
- Gossypium vollesenii Fryxell

Le specie attualmente coltivate per la produzione del cotone sono Gossypium arboreum, Gossypium herbaceum, Gossypium hirsutum e Gossypium barbadense.

## Usi
Le parti della pianta utilizzate sono:
- frutti della pianta;
  - i semi (olio);
  - la lanugine attorno ai semi, (chiamata bambagia) produce fibre vegetali per la tessitura ed è, insieme alla lana, la materia più importante per l'industria tessile;
- fusto;
  - steli e foglie: composti di humus organico.

## Produzione
Il cotone è in assoluto la prima pianta tessile del mondo. Il cotone cresce nei paesi con una stagione caldo-secca e una stagione umida (Cina e Stati Uniti producono quasi metà del totale mondiale). Le qualità migliori crescono tuttavia in Asia Centrale, dove il terreno viene bagnato con l'irrigazione. Il cotone è una pianta "annuale", con un ciclo vegetativo di circa sei mesi.
| I maggiori produttori di cotone nel 2018 | I maggiori produttori di cotone nel 2018 |
| Paese                                    | Produzione (tonnellate)                  |
| ---------------------------------------- | ---------------------------------------- |
| Cina                                     | 17.711.962                               |
| India                                    | 14.657.000                               |
| Stati Uniti                              | 11.429.937                               |
| Brasile                                  | 4.956.044                                |
| Pakistan                                 | 4.828.439                                |
| Turchia                                  | 2.570.000                                |
| Australia                                | 2.500.000                                |
| Uzbekistan                               | 2.293.039                                |
| Grecia                                   | 837.432                                  |
| Argentina                                | 813.692                                  |

## Semina, crescita e maturazione
Sul terreno, arato e pareggiato, vengono disposti i semi del cotone, con una macchina seminatrice.
Dopo circa tre mesi le piante sono già cresciute e hanno l'aspetto di arbusti di media altezza. In cima agli steli ci sono grandi fiori di colore giallo pallido o bianco. Dopo la sfioritura comincia a maturare il frutto, che è una capsula.
Nei tre mesi successivi si sviluppano all'interno della capsula moltissimi peli, attaccati ai grossi semi, che si avvolgono a spirale e rimangono ben compressi.
Quando il frutto è maturo, i filamenti si distendono e la capsula "scoppia", cioè si apre liberando una bambagia soffice. Essa resta attaccata ai semi e a 4-5 "spicchi" dette logge.

## Raccolta della bambagia
La raccolta della bambagia viene effettuata quando le capsule si aprono e il campo è punteggiato di fiocchi bianchi. La raccolta a mano viene praticata nei paesi poveri, dove la manodopera è abbondante. La raccolta a macchina è diffusa negli Stati Uniti e in Russia. Una persona siede alla guida di una macchina "aspiratrice" che avanza nella piantagione e aspira le capsule, che vengono accumulate in un grande cesto.

## Seme
Il seme di cotone è estratto dal frutto della pianta. Contiene un'aldeide polifenolica ad azione tossica, il gossipolo, a cui risultano sensibili equini, suini, volatili ma non i ruminanti. Nei ruminanti il gossipolo forma un complesso insolubile con la lisina, a livello ruminale, rendendo indisponibile all'assorbimento l'aminoacido legato che quindi viene eliminato insieme al gossipolo. Per questo motivo, i semi di cotone vengono  utilizzati solo nell'alimentazione dei ruminanti, dopo essere stati privati della bambagia attraverso il processo di sgranatura (le fibre corte che residuano sul seme dopo la sgranatura prendono il nome di linter). L'uso zootecnico dei semi nella vacca da latte migliora sensibilmente il titolo di grasso nel latte.